# Asthenes urubambensis
Asthenes urubambensis е вид птица от семейство Furnariidae. Видът е почти застрашен от изчезване.

## Разпространение
Видът е разпространен в Боливия и Перу.